# Bordenii Mici, Prahova
Bordenii Mici este un sat în comuna Scorțeni din județul Prahova, Muntenia, România. Se află în partea de vest a județului,  în Subcarpații de Curbură.
Așezarea este atestată documentar din anul 1598.